# Schüler-Rockfestival

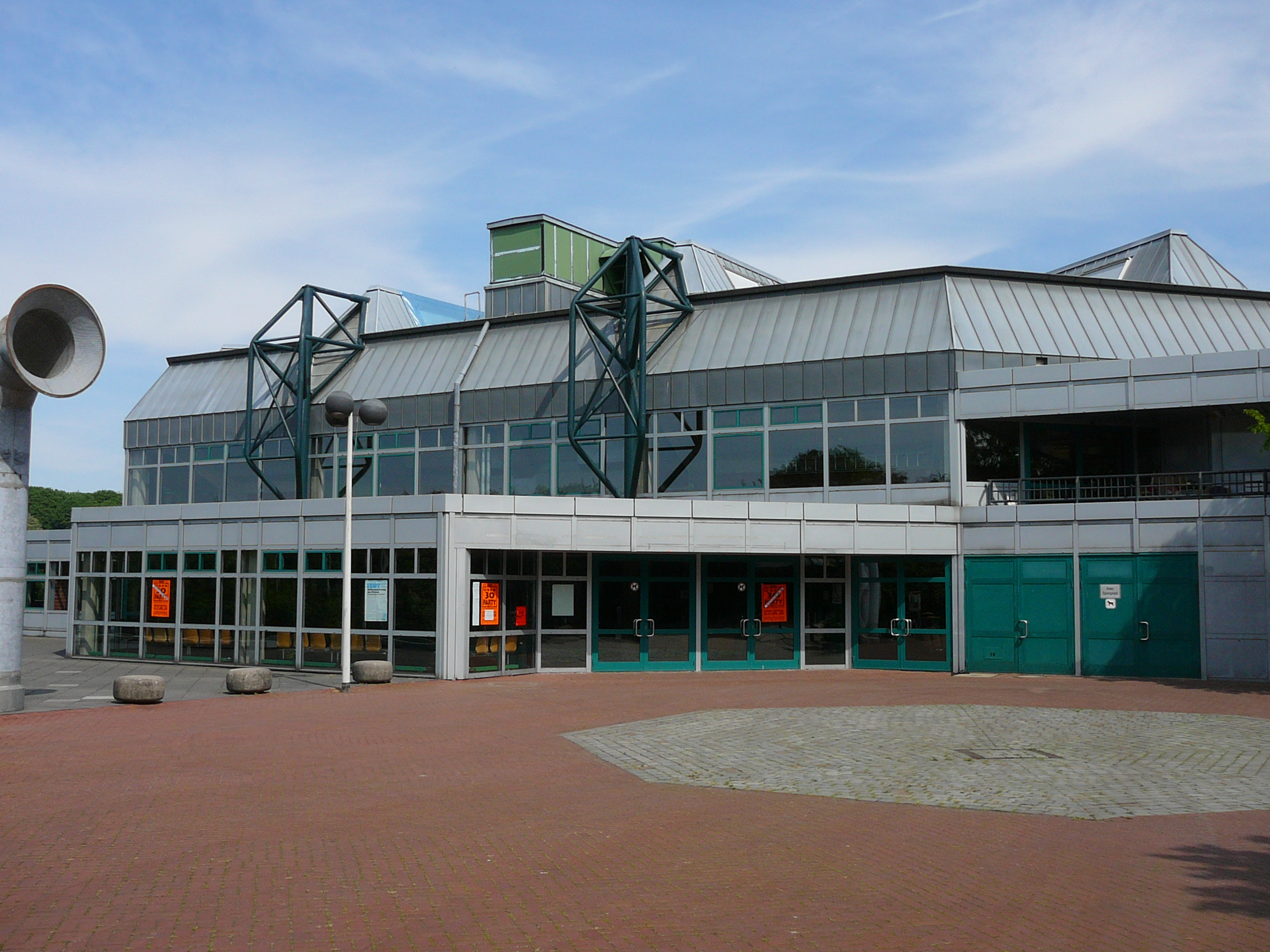
Ort des Festivals:
die Wuppertaler Uni-Halle

Das Schüler-Rockfestival ist ein jährlich im Januar in der Wuppertaler Uni-Halle stattfindendes Musikfestival. Das Festival richtet sich an Schüler; viele der auftretenden Bands sind Schülerbands, die oftmals ihren ersten größeren Auftritt haben. Es hat jährlich etwa 4000 Besucher und fand 2019 zum 33. Mal statt.

## Beschreibung
Das Festival ist das größte Live-Konzert in Wuppertal und das größte Rockfestival für Nachwuchsmusiker in Deutschland. Nach Aussage Kalle Waldingers, dem Initiator des Festivals, gehen für jedes Festival etwa 500 Bewerbungen ein, die aus ganz Deutschland sowie zahlreichen benachbarten Staaten kommen. Bei der Auswahl werden Wuppertaler Musiker bevorzugt. Dennoch dürfen alle auftretenden Musiker nur jeweils zwei Stücke vorstellen. Davon ausgenommen sind die Headliner, die bekannteren Band und Musiker, die zu einem großen Teil auch schon als Schülerband auf dem Festival aufgetreten sind. Die Jury besteht aus Musikpädagogen und Profimusikern.
Das Festival wurde gegründet, um Schülern die Möglichkeit eines eigenen Auftritts vor größerem Publikum zu geben. Sie sollen außerdem beim Komponieren eigener Lieder unterstützt werden. Dennoch sollen sie aber möglichst selbständig arbeiten.

## Geschichte
Das Schüler-Rockfestival wurde 1987 gegründet. In den ersten Jahren war der Veranstaltungsort die börse, ab 1989 verlegte man das Festival in die Uni-Halle.
Bis 2015 war der Wuppertaler Schüler-Rockfestival, ab 2016 – der dreißigsten Auflage – ist es das Bergische Schüler-Rockfestival. Man will vermehrt mit Bands aus Remscheid, Solingen, Radevormwald an den Start gehen.
Bis 2016 traten rund 4000 Musiker auf der Bühne auf, es gab rund 5000 ehrenamtliche Helfer und rund 90.000 Besucher.

### Teilnehmer

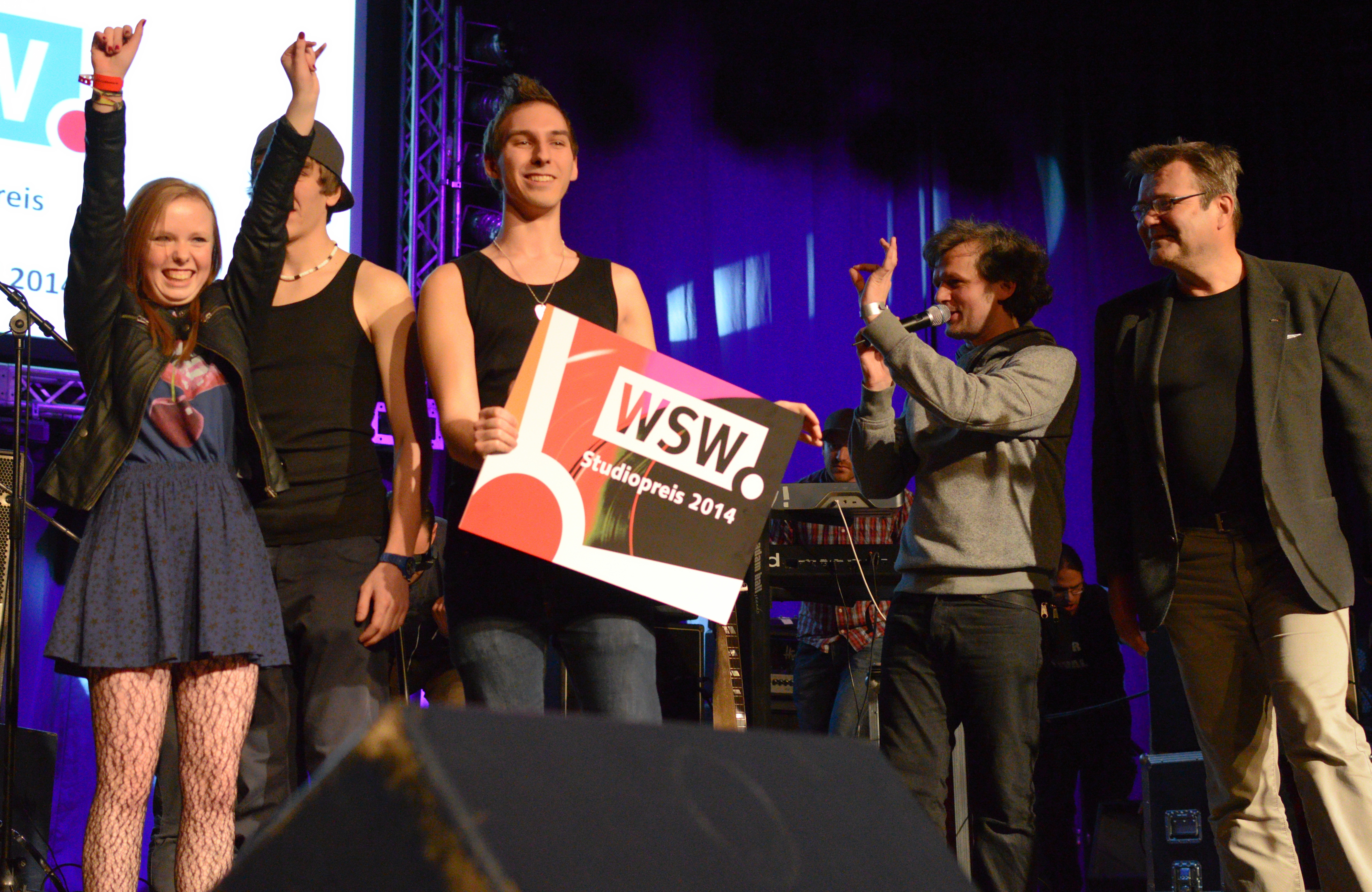
The Original Disaster, Studiopreis 2014, mit Björn Krüger, Geschäftsführer des Ronsdorfer Rockprojekts, und Wilhelm Funken von den WSW

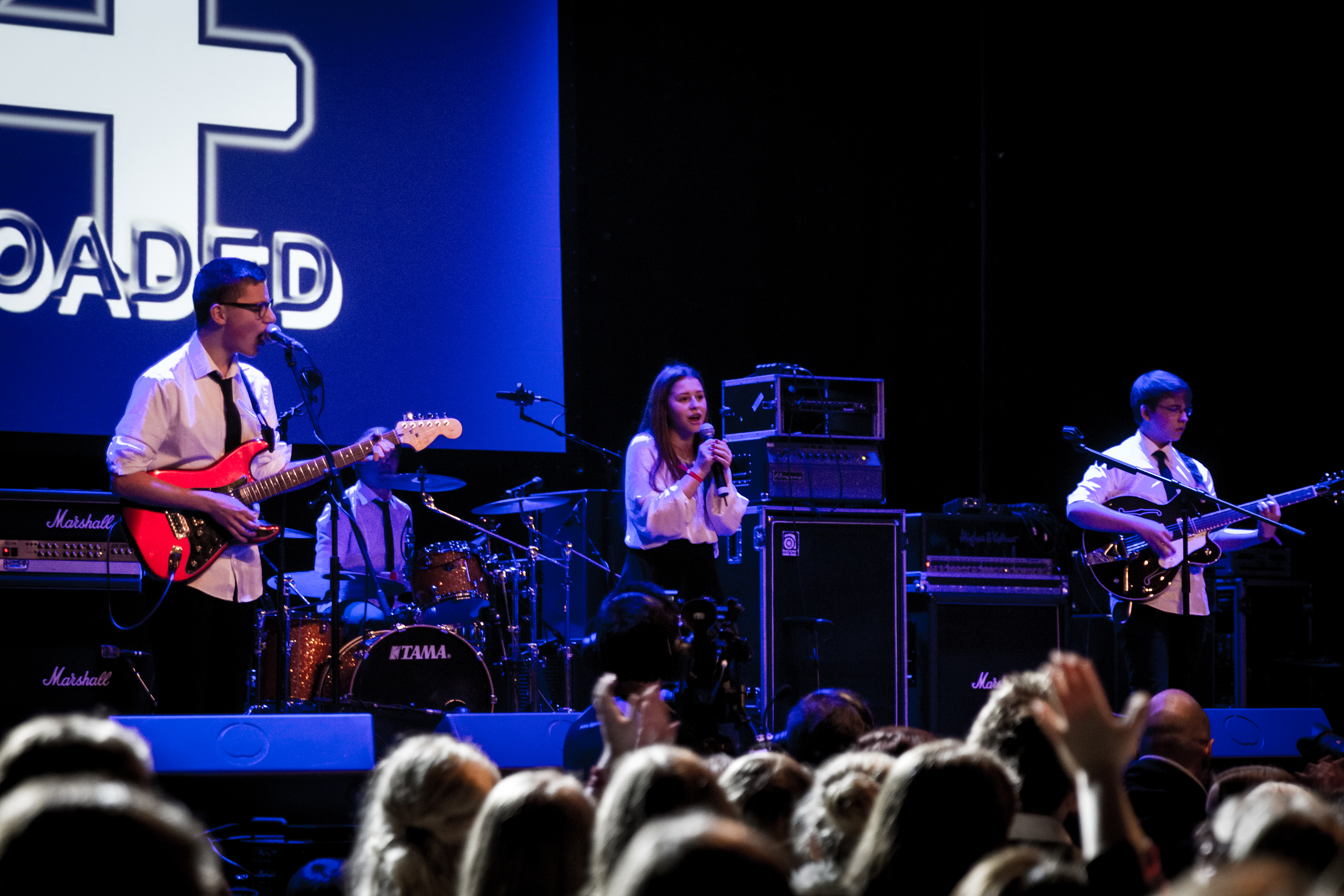
Fab 4 Reloaded, Studiopreis 2015, während ihrem Auftritt

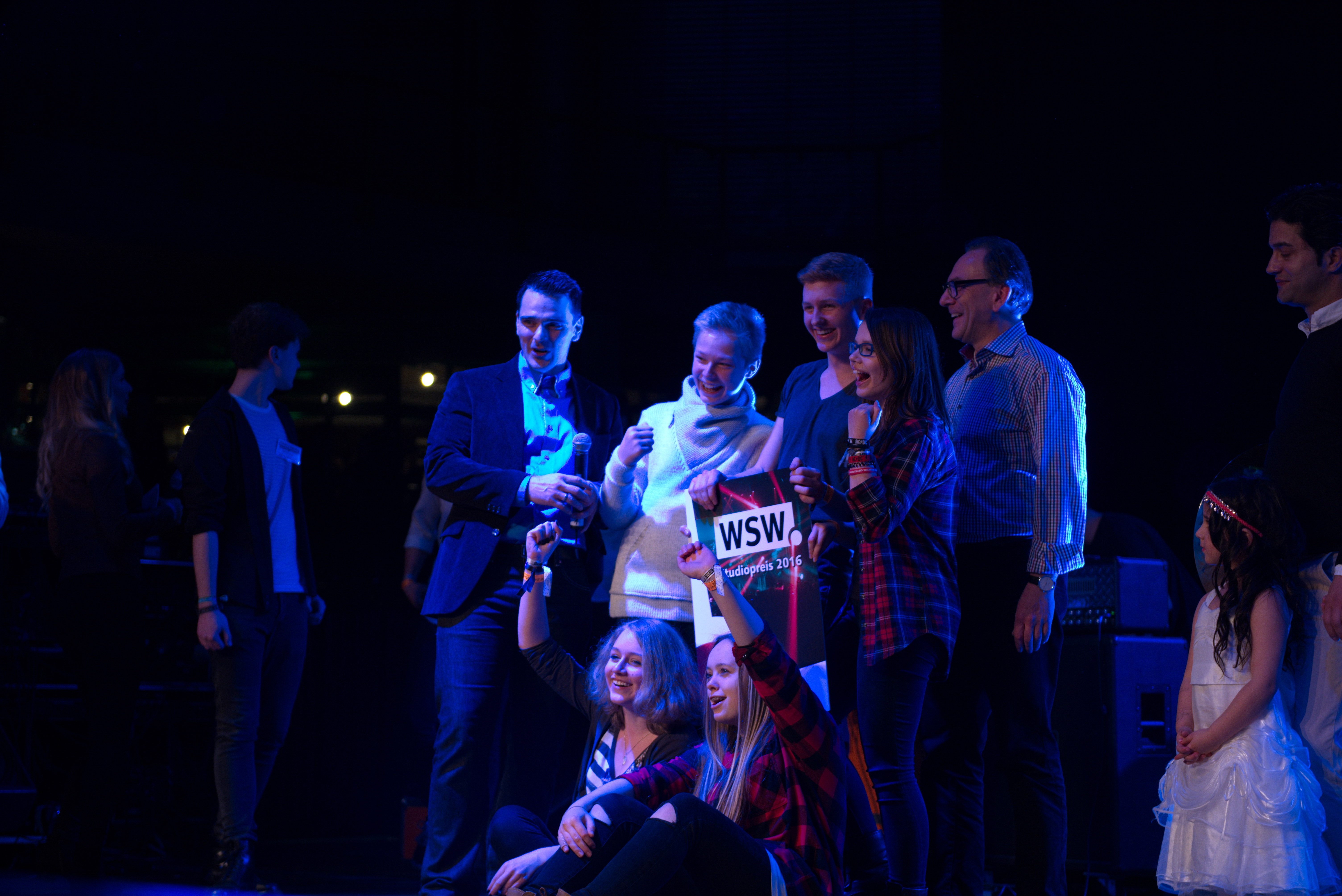
L.M.N. Trix, Studiopreis 2016, mit OB Andreas Mucke

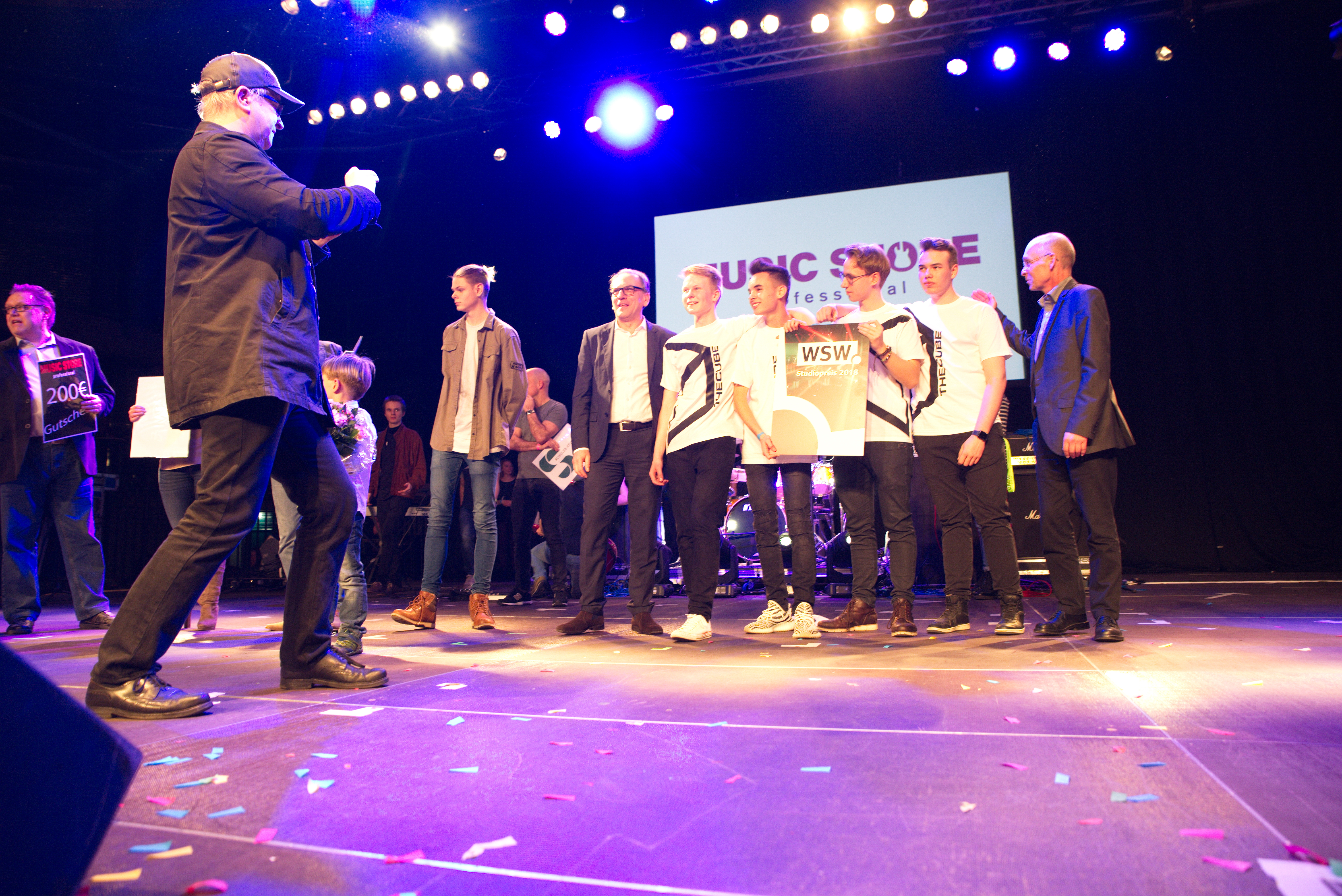
Preisverleihung 2018, Gewinner des Studiopreiss 2018 The Cube

1987
Das Line-up am 24. Januar 1987 bestand aus::S. 53
Confetti, Lottokönig, Pfanne & Sks, Pünktchen Pünktchen, Spring Session M, Taktlos, Tanelorn, Bumix, The Unterhaltung
Special guest: Wombatz (aus Offenbach)
1988
Das Line-up am 23. Januar 1988 bestand aus::S. 53
The Hulk, Lottokönig, Icecastle, Maybe Tomorrow, Plektrum, Pünktchen Pünktchen, Really Lost, Rock Starter, Siehst Du!, Taktlos, Tanelorn, Tubifax
Special guest: Lomè (aus Hannover)
1989
Das Line-up am 21. Januar 1989 bestand aus::S. 53
Lottokönig, Monbijou, Icecastle, Pünktchen Pünktchen, Jens Hagen Gang, Tubifax, Really Lost, Taktlos, Like Tom, Dick and Harry, 36 Stunden, Lona Ludwig & Band, Plektrum, Freddy Krueger, Sunny Side Up
Special guest: Raffaele Manfredi (aus Mailand/Italien)
1990
Das Line-up am 20. Januar 1990 bestand aus::S. 53
Threshold, Syntax Error, Jens Hagen Gang, Monbijou, Live In Groove, More Than, Kurzschluss, Plektrum, Really Lost, Lottokönig, Pünktchen Pünktchen, The Buffalo Blues Band, The Unconventionells, Creeping Day, Contradiction
1991
Das Line-up am 19. Januar 1991 bestand aus::S. 53
Coloured Weather, Upside Down, Shotgun Wedding, Rysm, Contradiction, Kurzschluss, Bert Bricht, Joy Spring, Threshold, Syntax Error, Ravage, Saurians, Adipose
1992
Das Line-up am 8. Januar 1992 bestand aus::S. 53
Dragon, Ping Pong, Globus, Kurzschluss, Threshold, Creeping Day, Blues Conference, Visions Of Dark, Fester, Blind Date, Cancelled, Bert Bricht, Permission, Cynosure, Rasmi Jumah Band, Strangefeet, Kind tot, Hot Rock Time, Annemarie
1993
Das Line-up am 6. Januar 1993 bestand aus::S. 53
Dragon, One Way, Globus, Strangefeet, The Visions, Peter Pan, Rasmi Jumah, Rock Express, Guilty, Faux pas, Interflow, Cynosure, The Basement Kids, Goldwyn Age, Indigestible, Bonsai
1994
Das Line-up am 15. Januar 1994 bestand aus::S. 53
Obstruct, Scirrhus, One Way, Bonsai, Peter Pan, Diesnieland, Indigestible, Blücher, Sad, Secrect Service, Chravitts, E.G.G. Uncle Ho, Deflowers Lunch, Girls Just Wanna Have Fun, Guilty, Together As One, Purgatory, Total Hoffnungslos, Rock-Express Fuoristrada, Tobias Gräser & Band
1995
Das Line-up am 14. Januar 1995 bestand aus::S. 53
Down And Out, Skullduggery, Albert oder 5 km, Small, Dookie, Stooges, Revelation, Sophie's House Band, Nameless, Reign Over Gaia, Aeon, Tempestature, Wild Rose, Nocken 6, Pastell, Obstruct, Mistral, Mos, Massimiliano Monticciolo, Rock-Express Fuoristrada, Triple Sa, Phat Tal, Indigestible
1996
Das Line-up am 20. Januar 1996 bestand aus::S. 53
Relaxation, Silberling, Menace II Sobriety, Revelton, Pastell, Seppeltura, Fuoristrada, Deadly Overdose, Nightwork, Indeed, Massimiliano Monticciolo, Pennyroyal, Obstruct, Stone B, Backfisch, Untouchable Peachpits, Kyron, Friendly Food, Melontree, Wild Rose, Anna I, Down And Out, No Average, Crane-Fly, Chew The Phat, O.S.I., Thumbscrew
Special guest: Contradicctiòn (aus Concepciòn/Chile)
1997
Das Line-up am 18. Januar 1997 bestand aus::S. 53
Elvin A, Formula MTM, To Die For, Pennyroyal, Allein unter Frauen, Niels N, Anonym, Plankton, Agony Aunt, Da Grasshoppaz, Nightwork, P. Jackson, Fuoristrada, Pastell, Silber & Gold, Barc, The Rocky Horror Picture Group, Pilos Puntos, Prescription, Thumbscrew, Kyron, Wild Rose, Aleina D, Abgefüllt, Colours, Noisegate, Jeanne, Rebecca & Lucas
Special guest: Machaevisa (aus Roncq/Frankreich) und Idiotsuse Revolutsionn (Tallinn/Estland)
1998
Das Line-up am 17. Januar 1998 bestand aus::S. 53
Independent, Fuoristrada, The Real Gun, Switchback, Noisegate, Soul Joint, Tony D & Riza K, Anonym, Pastell, II Day, The Beerdrinking Cavemen From Mars, P-Leff, Nils N, Voleander, The Devils, Da-Wu-Sistaz, Fruchtfleisch, High Security, The 3 Jays, Känguru, Adrenalinstross, Da Grasshoppaz, Thumbscrew
Special guest: Machaevisa (aus Roncq/Frankreich) und Athorivoi (Athen/Griechenland)
1999
Das Line-up am 16. Januar 1999 bestand aus::S. 53–54
Freunde der Nacht, Hot Girls, The Devils, Ten Sing, Dana & Dudu, John Sumbler, Cendero Luminozo, Fuoristrada, Lyrics & Beats, Da-Wu-Sistaz, Fruchtflaisch, I.F.Tea, D.T.K., Most Wanted, Ta Dio Omira, Delirium, Injera, Marek, The Bigs, Pastell, Die 3 Probleme, Magic Crew, Marvin, Independent, Street D Ance, Boogie Ladies, Bloater, J.D.S.A., Famious, Big Bang, Boy II Boys, The Regies, Punkreative
Special guest: L'hipopèe des 9 elements (aus Paris/Frankreich)
2000
Das Line-up am 15. Januar 2000 bestand aus::S. 54
Voleander, Dream Dance, Pastell, Lyrics & Beats, John Sumber's Heavy Classics, Fuoristrada, Injera, Toxic, The Bigs, Abstand, Lärmquelle, Punkreative, Mahmoudi & A-Jay, Magic Crew, Da-Wu-Sistaz, Famious, Addicted To Drink, Seventh Sky, Atakan Posse, Rotario, Marvin, W2nak
2001
Das Line-up am 20. Januar 2001 bestand aus::S. 54
John Sumber's Heavy Classics, Fuoristrada, Frei, Toxic, Feinherb, Atmoshere, 4 Seasons, Blezz The Mezz, Magic Crew, Subway Lights, Addicted To Drink, Ka-Naks, Bundesgeier, Skepsis, Absinth, Future 21, Mona, Blunt, Abstand, Raus, Honigtee, Punchline
Special guest: Rednex (Stockholm/Schweden)
2002
Das Line-up am 19. Januar 2002 bestand aus::S. 54
John Sumber's Heavy Classics, Nickis, True Headz, Pastell, Olli & Co, 4 Seasons, Waterproof, Beat The Waves, Kanakz, Feinherb, Absinth, Honigtee, S.P.T.Tank, Soul Joint II, 7th Sky, Nocken 6 & Friends, Funky Sophiez, Sane?, Forever, Fantastic Kids, Surfside, Strike, Rumbustious, David & Shantala, Cobweb, Jägerschnitzel, Fools Trap, Lacks 99, Jeta
2003
Das Line-up am 18. Januar 2003 bestand aus::S. 54
Lash, Pastell, Roman & Floko, Irgendwiesowas, Surfside, Sardog Fest, Jucee, Beat The Waves, Honigtee, Strike, Stefan Abai, Samantha Maxine, Jazz Tigers, Flamed, Soul Joint, Haarspray, Deep Degraded, Herr Pjorteck, Skepsis, Rumbustious, Off's Cool, Fürsties, Kage, Time Flyers, Fresh Lemon
Special guest: Kess, Massendefekt (Meerbusch) und Banditos (Polen)
2004
Das Line-up am 17. Januar 2004 bestand aus::S. 54
Secret Sucks, Pastell, Ikarus, Irgendwiesowas, Haarspray, Ni Ju San, One@One, Genuine, Pimp Drop Bastards, Time Flyers, Mellow:Ton, Rumbustious, Samantha Maxine, Streetsharks, Herr Pjorteck, Crash'n'burn, Timinem, Rebattered, A Virgine's Miscarriage, Kings'n'Clownz, Beat The Waves, Doppelherz, Waterproof, Rückkoppelung, Paluku, Kanakz, Täter des Wortes, Sardo G
Special guest: Mano Vega (Rom/Italien) und Before Four (Toronto/Kanada)
2005
Das Line-up am 15. Januar 2005 bestand aus::S. 54
Massendefekt, Pastell, Basics, Safari Cross-Bones, Melodical Monkees, Ni Ju San, One@One, Haarspray, Flyers, Sardo G & Consorte, Beat The Waves, Rumbustious, Irgendwiesowas, Darkness Of Heaven, Tormenting Thoughts, Copted, Jadies Mt, Secret Sucks, Crash'n'burn, Samantha Maxine, Spontan, Doppelherz, Nada, Kings-n-Clownz, Screenix, The Pilots, BoneZ, Überholverbot, Naked Frenzy, Mister Brown, Savage Maniacs, Selebra, Herr Pjorteck, Brisk
Special guest: Martina Flüs (Amsterdam/Niederlande)
2006
Das Line-up am 21. Januar 2006 bestand aus::S. 54
Melodical Monkees, Beat The Waves, Rumbustious, Secret Sucks, Danton, The Bonny Situation, Haarspray, Ciryus, Planet Rot, Off Beats, Frozen Flame, Crash'n'burn, Copted, Breakdown-Service, Case Revolvers, Naked Frenzy, Rotten Rosie, Red Drum, Flashback, Crossbones, Frantic, Blackjack, Response, The Underdogs, Silent Green, Copyfight, Your Dumb Invention, Themenfrei, Selebra, Auf Bewährung, Sardog, Doppelpack, BoneZ, Team Blackjack, Samantha Maxine, Mona Schulte, Massimo Monticciolo, Stefan Mühlhaus, John Sumbler, Marc Schäfers, Tanztheater Sommertanz, Erich-Fried-Kids
Special guest: Contradiction, Mas Allà (Buenos Aires/Argentinien), Ante Chamber (London/Vereinigtes Königreich)
2007
Das Line-up am 20. Januar 2007 bestand aus::S. 54
Madison Zero, Btoka, The Doorbells, End Of Circle, Radioaktiv, The Black Sheep, Equal Silence, Target Pain, Waves-Slingers, 7 Up, Melodical Monkees, Beat The Waves, 4 Reasons To Die, Calvary, Copted, Naked Frenzy, Ciryus, Trip Down Memory, Reddrum, Crossbones, The Underdogs, Copyfight, Themenfrei, Unkaputtbar, Obscure, W-Upper-Valley, Doppelpack, Dead Muffins, Professional Loosers, Seven Graves, Gestrandet, Blackjack, Response, Panama, Sacrifice Party, We Agree
2008
Das Line-up am 19. Januar 2008 bestand aus::S. 54–55
Jeremy Lake, Dreist, Bloody Mary, The Bob, Akward Age, Planet Rot, Naked Frenzy, Unkaputtbar, 4 Reasons To Die, Waves Slingers, Btoka, The Doorbells, This War Is On, Crushhour, Call Me Joe, Radioaktiv, Gestrandet, Lizard Queen, Panama, Scrifice Party, Tragic Affair, Melo-D, Peilsender, Karo-Effekt, Halz Maul und Spiel, Trustgame, Masons Arms, Avid, Adna, The Otis, Wilma, Madison Zero, Elfstruck, Summercoid, Pursuit Of Pleasure, Remember The Tragedy, Andy Ziegler
2009
Das Line-up am 17. Januar 2009 bestand aus::S. 55
Empty Trash, Lisa Bund, Söhne Wuppertals, Wir, Back To Gravity, Peilsender, Teneja Skrget, Crushhour, Panama, Call me Joe, Scrifice Party, Deep Black, 4 Reasons To Die, The Otis, 4 The Life, Arcanus Exitus, 77 Last Words, Hörsturz, Fallen Place, Miss Happen, Genetic, Verstrahlt, ZGV, Death Will Prevail, Vastness, Blaue Magnetbandstation, Metallurgy, Inspire, The Walking Ties, Noise Pollution, Enemy's Breakfast, Tragic Affair, Soulburninvegas, out Of Order, We Eat Milf, Treditup, Remember The Tragedy, The Herbs
2010
Das Line-up am 23. Januar 2010 bestand aus::S. 55
Henrik Freischlader, Bosse, The Herbs, Wir, Crushhour, Deep Black, I Am Legend, Panama, 77 Last Words, Attica, Cheesy Ham, Dickes Gebäude, Hörsturz, Fallen Place, Miss Happen, MMM, Verstrahlt, Electra, The Walking Ties, Out Of Order, At The Origin Of Perdition, Akustic Grenzenlos, Polyvalent, Ach Egal, Rockin' Ave, The Bob, Rocket Belt Monkey, Inspire, Gravitude, The Suburban Handicap, Time Defect, Trizzer, Very Last Breath, 3P1-4 Rock, Exchange, Where My Chipmunks At?, Futurebob
2011
Das Line-up am 22. Januar 2011 bestand aus::S. 55
Charlie Straight, Crushhour, The Black Sheep, Contradiction, Mente, Say Okay, Naked Frenzy, Dickes Gebäude, Rockin' Ave, The Walking Ties, Michael Kutscha Band, Centrefold, Inspire, Moondogs, The Sab, Toppaman, The Trust, Bleeding Fall, At The Origin Of Perdition, Lichtecht, Hörsturz, Acoustic Elements, On The Other Side, Attica, Mandala, Barulheiros, Eyes Closed, Janus H., Way Disaster, Keine Ahnung, Dark Light, The Downstroke, Neptune, Elektra, Kosima And The Blue Cables, The Hongs, Underleaf, Moodyration, Chemistry Of 17, Like A Whale's Kiss
2012
Das Line-up am 21. Januar 2012 bestand aus::S. 55
Max Prosa, Cassafaya & Chris Toppa, Jan Röttger, Revolving Door, Florian Franke (ex-Crushhour), Sexy Überraschungsgäste, Underleaf, Barulheiros, Exile On Mainstream, Lilith, Pariah Disaster, Dark Light, Parasol, Sofia Li, The Downstroke, Like A Whale's Kiss, Lilac Sun, Mira Wittig, Theory Of Cognition Endless Sunday, Heimatlose Helden, Watch It Crash, Aware Insane, Moodyration, Dickes Gebäude, Update 66, Lichtecht, Centerfold, Kosima And The Blue Cable, Rocky Sharks, Reaktor III, Eyes Closed, The Trust
2013
Das Line-up am 19. Januar 2013 bestand aus::S. 55
Eskimo Callboy, Michael Schulte, Hopelezz, Eyes Closed, BoneZ, Dickes Gebäude, Chris Toppa & Tape Side B, Barulheiros, Degeneration Band, Exile On Mainstream, Pariah Disaster, Dark Light, Of The Bronze, Mira & Band, B 6, Update 66, Hörsturz, Elephants, Heimatlose Helden, Coffee & Cigarettes, The Hypocritz, But We Try It, Trash Drum, Bad Awake, The Hongs, Mumbling Man, Sky Stone, Soundbar, Leander Reinshagen, Steelshammer, Ask Mr. Owl, Ember To Inferno, The Classical Joke
2014
Das Line-up am 18. Januar 2014 bestand aus:
Black And White, Fastbreak, Nothing 2 Say, Punches, Never More, Easy Day, B6, Crazy Rock, Bones Of Stone, The Cuckoo, The Original Disaster, Ember To Inferno, Tube 76, Capture Tomorrow, The Hypocritz, Joormade, Franzi Rockzz, Spurwexel, Exile On Mainstream, Elephants, Lisa & Pariah Desaster, Pariah Disaster, Mira & Band, Philou, The Hongs, Heimatlose Helden
Preisverleihung
David Pfeffer & Band, Bad Awake, Dickes Gebäude, Bosse, Barulheiros, BoneZ, Socks Of The Day Before, Shizzura, Prime Meat
2015
Das Line-up am 31. Januar 2015 bestand aus:
Crazy Rock, The Boom, New Age, Drunk at Midnight, Fab 4 Reloaded, Mystique, The Trade, Wild Kids, Familie Dellbusch, Made of Dust, Leander Reinshagen, Daniele Puccia, Acoustic Arts, Pretty Useless, Until Red, The Brisk, The Fads, Spurwexel, Kuult, Papa und Sohn, The Arrogants, Chris Toppa & Tape Side B, Lizzy Dean, Majestic Faces, Dickes Gebäude, 21 Gramm, Dividing Disasters
Preisverleihung & Chor
I Heart Sharks, Leander Reinshagen 2, Die Kaliskalyptischen Fighter, Matter of Time, Room 6, Frogcodile, To the Rats and Wolves
2016
Das Line-up am 23. Januar 2016 bestand aus:
Selfie, Crazy Rock, 1Herz&1Seele, Moongod, Anarchy on the Moon, Bernies Child, Punches, Massive Lärmbelästigung, Mystique, The Trade, Wild Kids, Fabian Andricevic, L.M.N. Trix, The Lifters, King Eddy & Mini King, Voidemolition, The Cube, Wolkenbruch, The Boom, Clumsy Fellow, M&M’s, Zeitgeist, Accustic Arts, Frogcodile, Simplex, 21 Gramm, Luka the Drummer, New Hope
Preisverleihung
Chima, MoooN, Dickes Gebäude, Cerise.Four, Dante, Leon Mucke, Mente, Spurwexel, Tides Awaking, Itchy Poopzkid
2017
Das Line-up am 28. Januar 2017 bestand aus:
Luka the Drummer, The Key, Alyah, Apex, Wild Kids, L.M.N. Trix, Julika Elizabeth, The Lifters, Flying Pain, Vinku & 180 Grad, Raging Owl, Sleepless Nights, Moongod, Tigers on Acid, Musical.ly, Dividing Disasters, The Boom, Paranotic, Alina Paganfary, The Cube, Spurwexel, Acoustic Arts, Soeckers, Blue House, Unplanbar, No Signal, Rap Kollabo
Preisverleihung
Til, 21 Gramm, Talgold, Tides Awaking, Dickes Gebäude, The Buggs, Voidemolition, I Am Jerry
2018
Das Line-up am 27. Januar 2018 bestand aus:
Darkness Surrounding, Aliyah, Rogue, Bars4Beats, Jeyleek, Deafless, Julika Elizabeth, Lukas Janik Tape, Alina Paganfairy, Apex, Luka the Drummer, The Lifters, Station T, Florian Alexander Kurz, Syvation, Grenzenlos Frei, Spurwexel, Spiegelbild, Attic, No Signal, Moongod, Til, Vinku, The Cube
Preisverleihung
Memoria, Lil Souljah, Dickes Gebäude, Zeitgeist, Don Pedro, Leoniden, Saralynn
Rap Bühne: Libalgo, Mooon, Cyrill, Maybe, Aniol, Memo42, Panda, Maymo, Amo G, Mazo, ADHS Connection, Jeremain Priest, Mcbaris

### Studiopreis
Seit 2007 wird der Studiopreis von der WSW Wuppertaler Stadtwerke vergeben. Diesen Preis gewinnt diejenige Schülerband, die im Vorfeld die meisten Karten unter ihren Fans verkauft hatte und erhält damit die Möglichkeit ein Tag in einem professionellen Tonstudio Songs aufzunehmen.
- 2007 – 4 reasons to die[8]
- 2008 – Jeremy Lake[9]
- 2009 – Fallen Place
- 2010 – Fallen Place
- 2011 – Dickes Gebäude[10]
- 2012 – Dickes Gebäude[11]
- 2013 – Dickes Gebäude[11]
- 2014 – The Original Disaster[12]
- 2015 – Fab Four Reloaded[13]
- 2016 – L.M.N. Trix
- 2017 – Acoustic Arts[14]
- 2018 – The Cube[15]
- 2019 – The Cube[16]